# アイアムメンヘラ
「アイアムメンヘラ」は、日本のヴィジュアル系バンド、R指定が2012年6月6日に発売した、通算10枚目となるシングル。

## 概要
- 2012年、第1弾シングルで、2ndオリジナルアルバム『日本沈没』発売後、初のシングル。前作「毒盛る」から11か月ぶりのリリースとなった。
- 通常盤と2種類の初回限定盤の計3形態でのリリースで、初回限定盤Aにはカップリング曲「ラストレイン」のPVとメイキング映像が収録されたDVDが、初回限定盤Bには、2ndアルバム『日本沈没』を引っ提げて行ったアルバムツアー『R-shitei Oneman Tour Screame of Japanese Crusher』のドキュメンタリー映像とライブ映像が収録されたDVDが封入されている。

## 収録曲

### CD

#### 初回限定盤
1. アイアムメンヘラ
シングルとしては珍しく、PVが製作されていない。
次作「愛國革命」の初回限定盤のDVDには、ツアー『サラバココロノ病ミ』の2012年6月10日の赤坂BLITZ公演のライブの映像が、ライブ・ビデオ集『映像盤。参』には、アルバムツアー『R-shitei oneman tour 2013 VISUAL IS DEAD』の最終公演だった2013年12月6日の渋谷公会堂公演のライブの映像が収録されている。
2. Mr.ストレンジマン
前曲と同様に、次作「愛國革命」の初回限定盤のDVDには、ツアー『サラバココロノ病ミ』の2012年6月10日の赤坂BLITZ公演のライブの映像が収録されている。

#### 通常盤
1. アイアムメンヘラ
2. Mr.ストレンジマン
3. ラストレイン
通常盤のみの収録。
この曲は、ボーカルのマモがギターを演奏している数少ない楽曲である。
後に、3rdオリジナルアルバム『VISUAL IS DEAD』にも収録された。なお、カップリング曲がアルバムに収録されたのは、本楽曲が初となる[1]。
カップリング曲としては、初となるPVが製作されており、初回限定盤AのDVDに収録されている。なお、PVは先述の他にも、ビデオ・クリップ集『映像盤。弐』にも収録されている。
ライブ・ビデオ集『映像盤。参』には、ツアー『R-shitei oneman tour 2013 世界の終わり』の2013年7月21日のZepp DiverCity Tokyo公演のライブの映像が収録されている。

### 初回限定盤DVD

#### 初回限定盤A
1. ラストレイン PV
2. ラストレイン PV Making

#### 初回限定盤B
1. ドキュメント映像
2. ライブ映像

## 収録アルバム
オリジナルアルバム
- 『VISUAL IS DEAD』(#1、#3)

## 収録映像作品
PV収録作品
- 『映像盤。弐』(#3)

ライブ映像収録
- 『映像盤。参』(#1、#3)